# Bernardo Kordon
Bernardo Kordon (Buenos Aires, 12 de noviembre de 1915-Santiago de Chile, 2 de febrero de 2002) fue un escritor, guionista y periodista argentino.

## Biografía
Asiduo viajero, recorrió buena parte de América, Europa y Asia dejando testimonio de su travesía en textos como El teatro chino tradicional y Seiscientos millones y uno (1958), relativo a su paso por la China pos-revolucionaria en tiempos de Mao Zedong. 
En 1969 debió exiliarse una temporada en Chile por motivos políticos. Varias de sus narraciones fueron llevadas al cine. En 1982 publicó cuentos y colaboraciones en la revista Caras y Caretas. Historias de sobrevivientes de 1983 ganó el primer Premio Municipal.
Con una aparente querencia en el realismo y el costumbrismo, la influencia de la novela norteamericana contemporánea (notoriamente de John Dos Passos) y de aspectos del montaje cinematográfico, lo llevan a experimentar narraciones muy abiertas, donde prima la observación de la vida marginal, los pobres y los desclasados, los ambientes suburbanos y el mundo de la picaresca ciudadana.
Ganó el Premio Konex - Diploma al Mérito en Letras en 1984, en la disciplina Cuento con su 1ª obra publicada antes de 1950.

## Obra

### Libros
- La Vuelta de Rocha. Brochazos y Relatos Porteños (1936)
- Macumba. Relatos de tierra verde (1939)
- Un horizonte de cemento (1940)
- La isla (1940)
- La selva iluminada (1942)
- Tormenta en otoño (1943)
- Muerte en el valle (1943)
- Reina del Plata (1946)
- Tambores en la selva (1946)
- Una región perdida (1951)
- De ahora en adelante (1952)
- Lampeão (1953)'
- Vagabundo en Tombuctú (1956)
- Alias Gardelito (1956)
- Seiscientos millones y uno (1958)
- Viaje nada secreto al país de los misterios: China extraña y clara (1958)
- El teatro chino tradicional (1958)
- Domingo en el río (1960)
- Vencedores y vencidos (1965)
- Un día menos (1966)
- Hacéle bien a la gente (1968)
- Cuentos de B.K. (1969)
- A punto de reventar (1971)
- Kid Ñandubay (1971)
- Los navegantes (1972)
- Fuimos a la ciudad (1975)
- Manía ambulatoria (1979)
- Adiós pampa mía (1979)
- El misterioso cocinero volador y otros relatos (1982)
- Historias de sobrevivientes (1983)

### Guiones cinematográficos
- 1961: Alias Gardelito
- 1971: El ayudante
- 1975: El grito de Celina
- 1979: Romance en la puerta oeste de la ciudad
- 1985: Tacos altos
- 1987: Con la misma bronca

## Premios
- 1984: Premio Konex - Diploma al Mérito en Letras[3]